# قافلة يحيعام

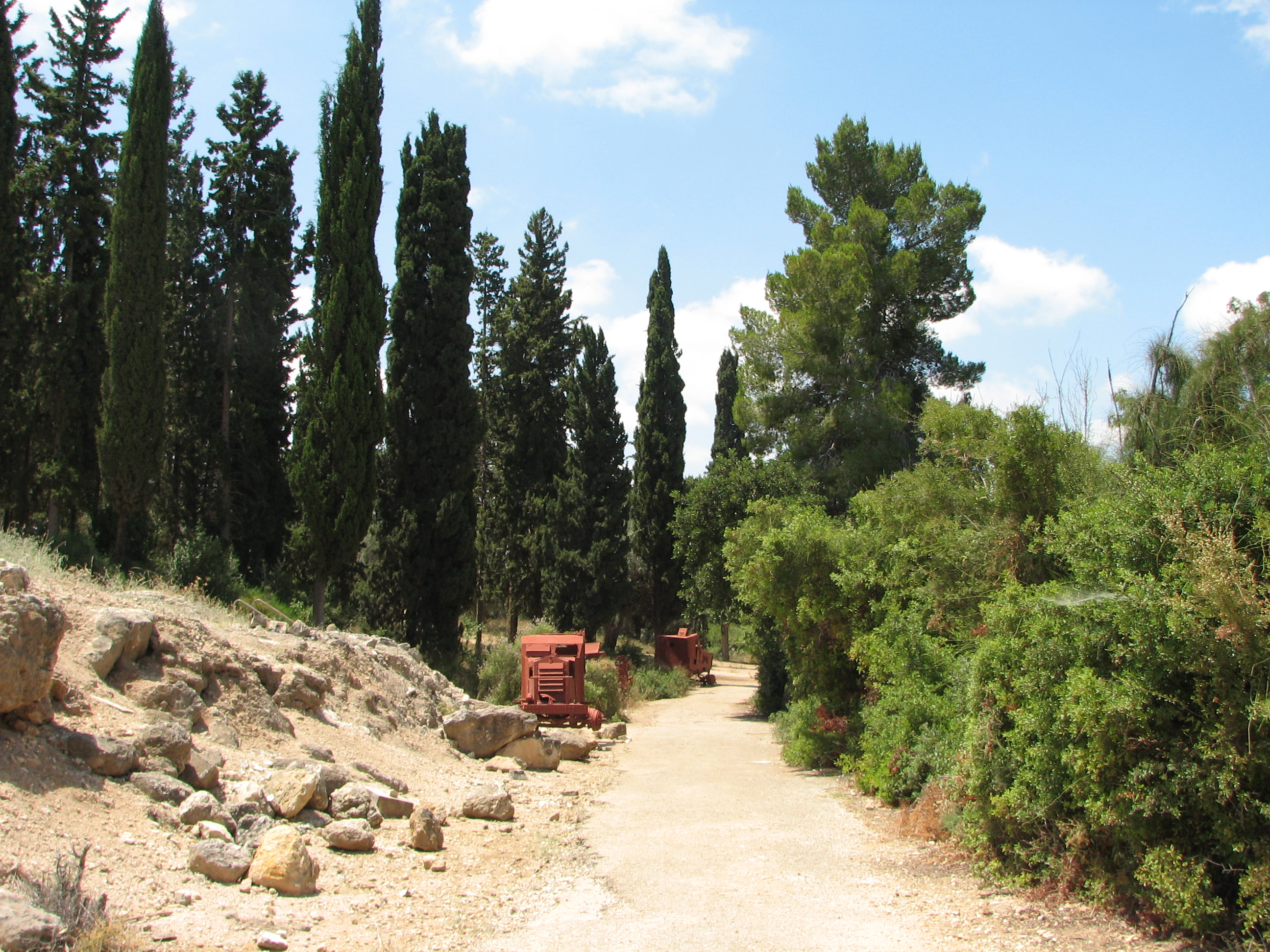
الموقع التذكاري لقافلة يحيعام

قافلة يحيعام هي قافلة عتاد، أعدتها قوات الهاغاناه التابعة للواء كرملي. خرجت القافلة من مستوطنة كريات حاييم باتجاه مدينة نهاريا ومن ثم اتجهت إلى كيبوتس يحيعام الذي كان معزولا عن باقي التجمعات اليهودية. في تاريخ 27 مارس/آذار 1948، هاجم العرب القافلة بالقرب من كابري، في هذا الهجوم قُتل نحو 47 شخص.

## الخلفيّة
أدخل قرار التقسيم كيبوتس يحيعام داخل حدود الدولة العربية، مما أدى إلى عزل الكيبوتس عن باقي المستوطنات اليهودية. مع تصاعد المعارك في عام 1948، واجه المسستعمرون اليهود صعوبة في إمداد مستوطناتهم بالأكل والشراب والسلاح بسبب كمائن القوات العربية. في بداية شهر يناير 1948 هوجمت قافلة كانت متجهة إلى كيبوتس يحيعام قتل خلال الهجوم 6 نواطير يهود.
هاجم أديب الشيشكلي - قائد منطقة صفد- كيبوتس يحيعام في تاريخ 22/1/1948، بهدف احتلالها، إلا أنه فشل في ذلك وقتل 18 فردا من قواته، وقتل 4 أفراد يهود وجُرح 21. انتهى الهجوم بعد غارة جوية لقوات الهاغاناه بقيادة عيزر وايزمان.

## الهجوم على قافلة يحيعام (مارس/آذار 1948)
خرجت القافلة من كِرْيات حاييم (شمال مدينة حيفا) في 26 مارس/آذار 1948 باتجاه مدينة نهاريا (جنوبي رأس الناقورة). وفي اليوم الثاني عند الساعة الثانية بعد الظهر خرجت باتجاه كيبوتس يحيعام.
ضمت القافلة 7 سيارات مصفحة وشاحنات و87 مقاتلا صهيونيًّا. كانت السيارة الأولى معدة لفتح الطرق وكسر الحواجز وكان على متنها 14 مقاتلا بمن فيهم قائد القافلة الضابط إيتان زيت (فريدريخ زايتس)، وخلفه جيب عسكري مصفح فيه ست مقاتلين من بينهم قائد لواء الشمال - لواء كَرْميلي- الجنرال بن عامي فِخْطِر. أما باقي الشاحنات فكان فيهها سائق ومقاتل، وكانت الشاحنة الخامسة مصفحة وفيها24 مقاتلا، وكانت الشاحنة السادسة محملة في المؤن، كان مجمل المقاتلين على متن هذه القافلة 87 مقاتلا.
بدأ الهجوم عند الساعة 14:25 بالقرب من التواء الطريق الواقع جنوبي مقبرة الكابري (اليوم قرية مهجرة). وقد قُتل قائد القافلة “زيتس” وانقلبت السيارة الثانية وبدأت تشتعل ممّا عطّل حركة بقية السيارات في القافلة. وقد نجح المهاجمون في تعطيل جهاز الاتصالات في المُصفّحة الأولى، وقتلوا منسّقة الاتصالات، المجنّدة الوحيدة التي كانت في القافلة، فانقطع الاتصال مع القافلة ولم تصلها الإمدادات.
يروي رؤبين فيتْسريبر، أحد الناجين من الهجوم على القافلة:
| قافلة يحيعام | وصلنا إلى الكابري وشاهدنا مقاتلًا عربيًا يحمل بندقية، تنبّهنا للكمين القادم، وقام زيتس بتحضير قنابل يدويةٍ لبدء الهجوم، بعد تقدُّمنا شاهدنا المئات من العرب يأخذون المقبرة كنقطة تحصين، رمى القائد القنبلة وبعدها أغدقونا بالرصاص وأحرقوا المركبات وشوّهوا بعض الجثث التي بقيت هناك في أرض المعركة. | قافلة يحيعام |

استمر الهجوم ما يربو عن تسع ساعات، نجم عنه 6 قتلى من الجانب العربي و47 قتيل في الجانب اليهودي. من بين القتلى كان الضابط ايتان زيت- قائد القافلة- وبن عامي فخطر - قائد لواء كرميلي. وبهذا فشلت القافلة والامدادات من الوصول إلى كيبوتس يحيعام.

## النصب التذكاري
في مكان الهجوم على القافلة نُصِب في الخمسينيات عمود تذكاري، نصبته وزارة الأمن الإسرائيليّة، وفي عام 1969، بني الموقع التذكاري على يد المهندس يِحِئيل عراد - أخوه كان واحد من القتلى في هذا الهجوم- فيه جمع بقايا المركبات التي كانت جزءًا من القافلة.

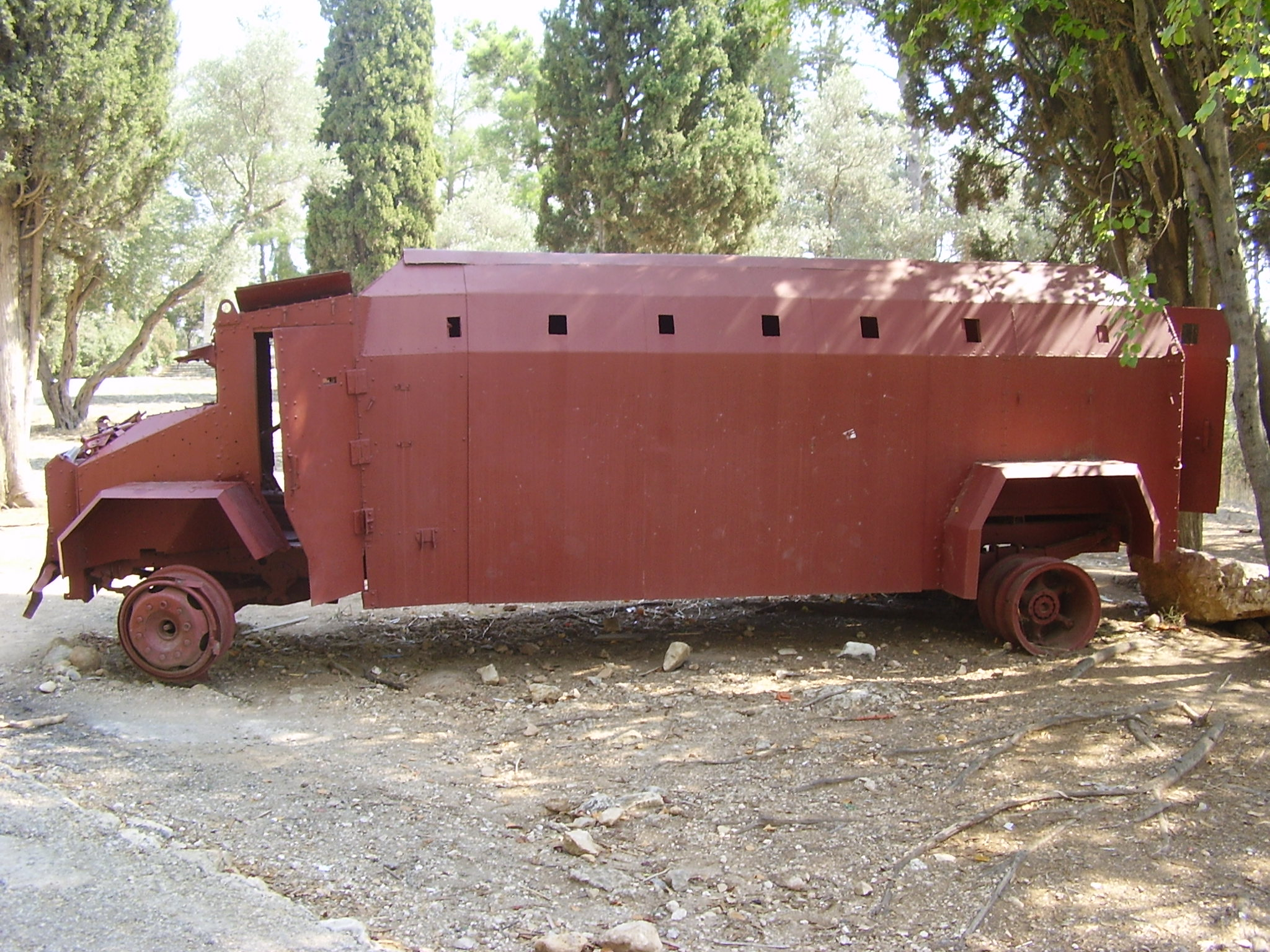
باص مصفح، الموقع التذكاري للهجوم على القافلة.
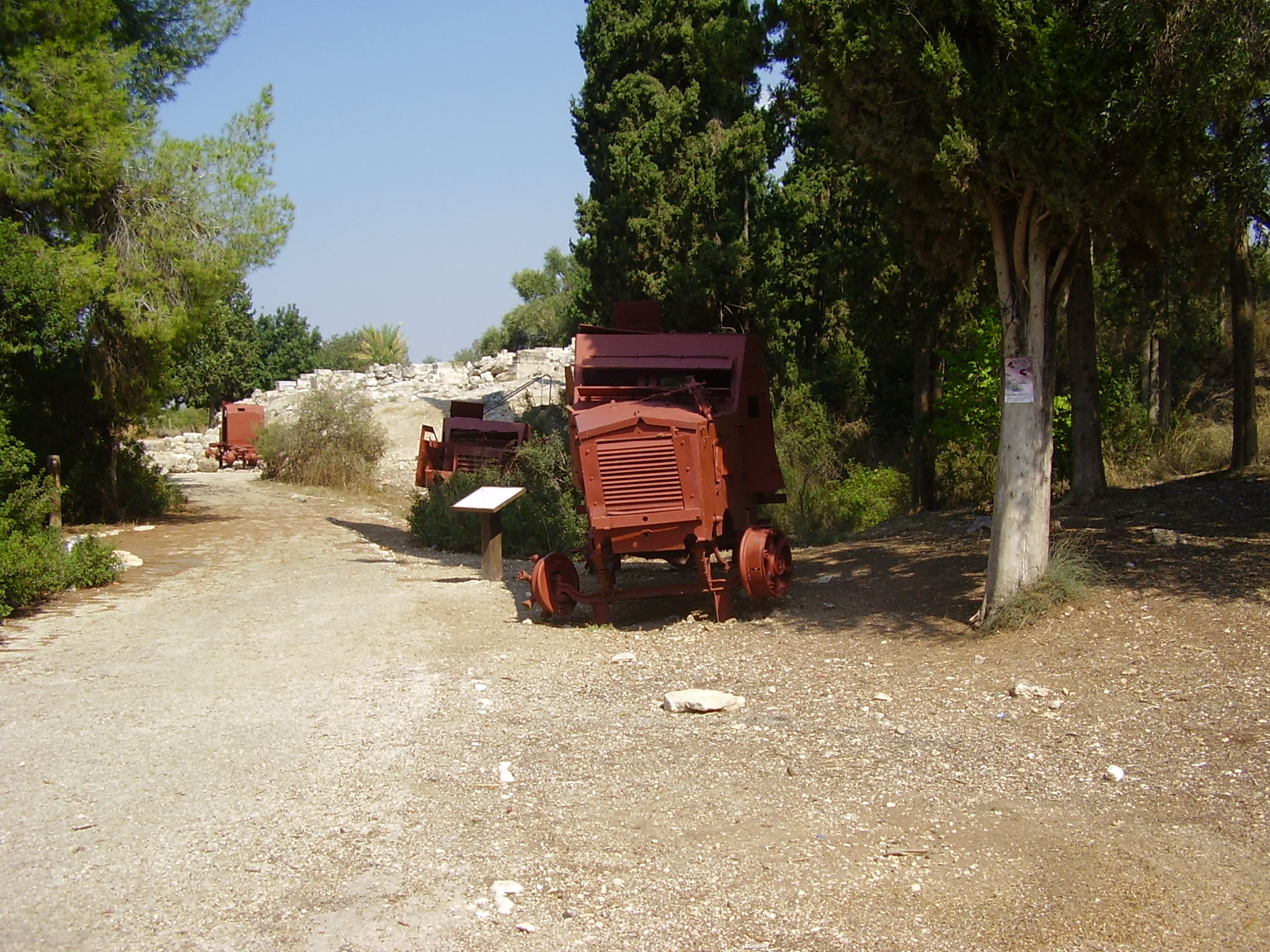
الموقع التذكاري للهجوم على القافلة.
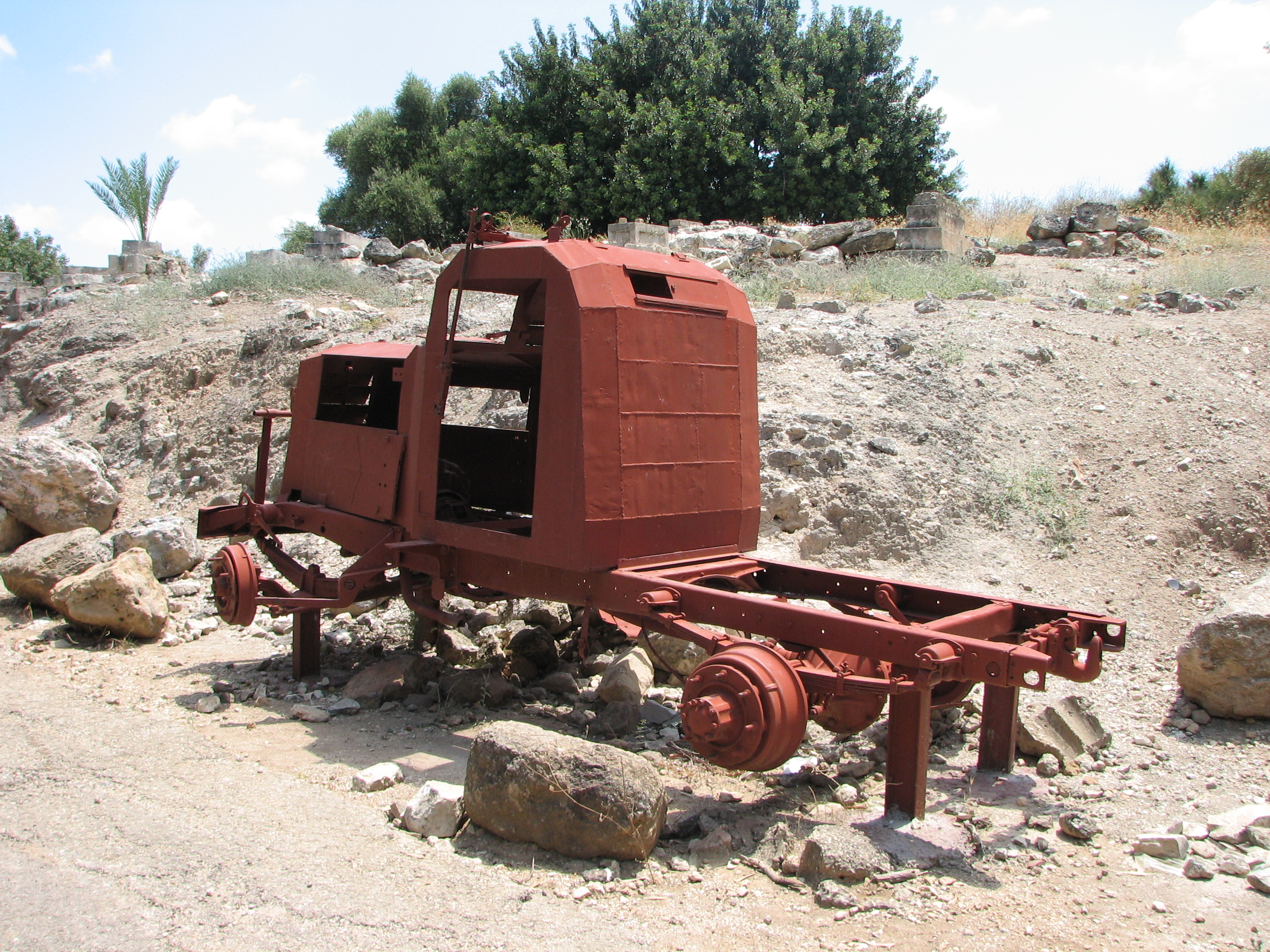
الموقع التذكاري للهجوم على القافلة
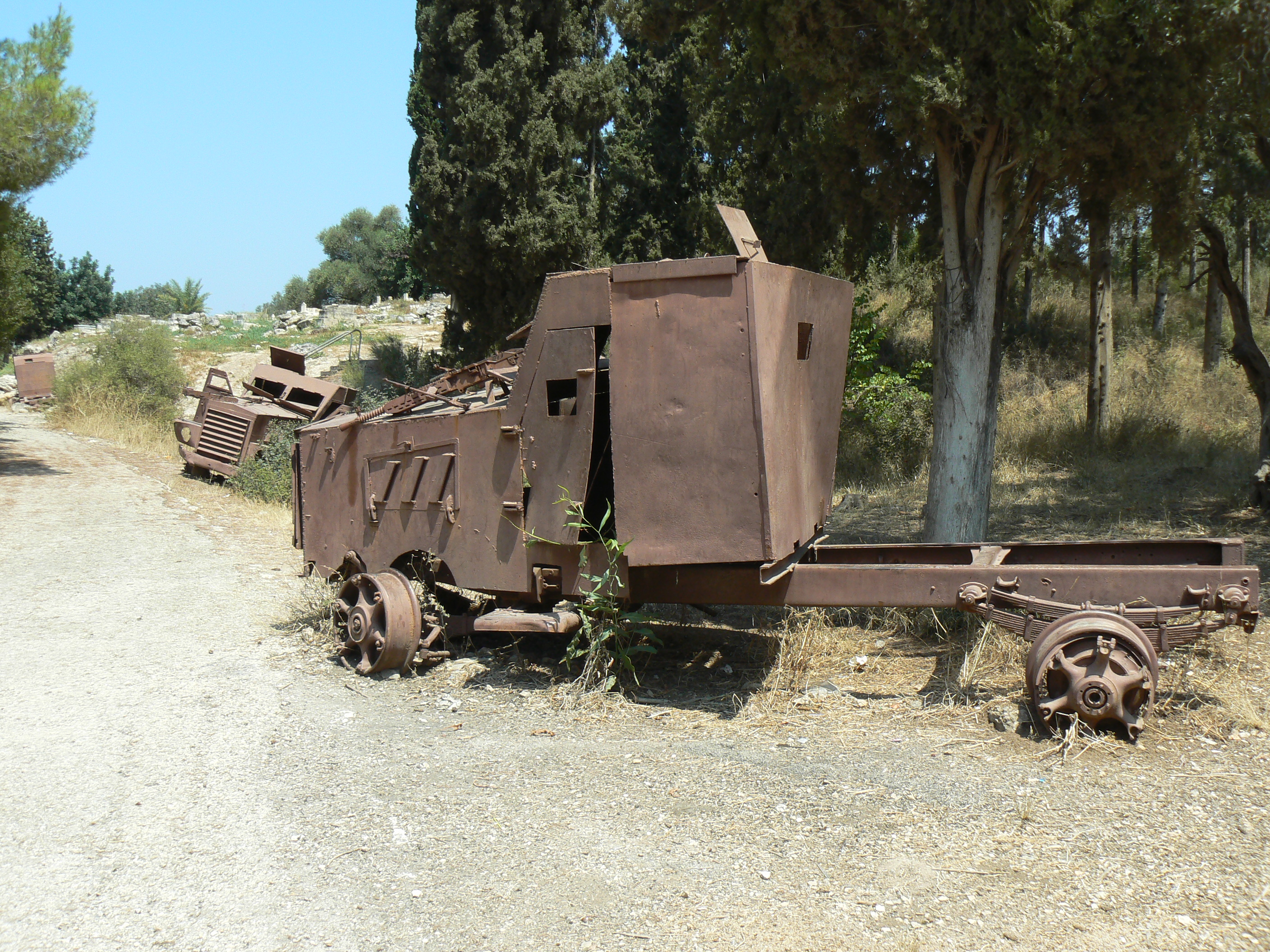
الموقع التذكاري للهجوم على القافلة
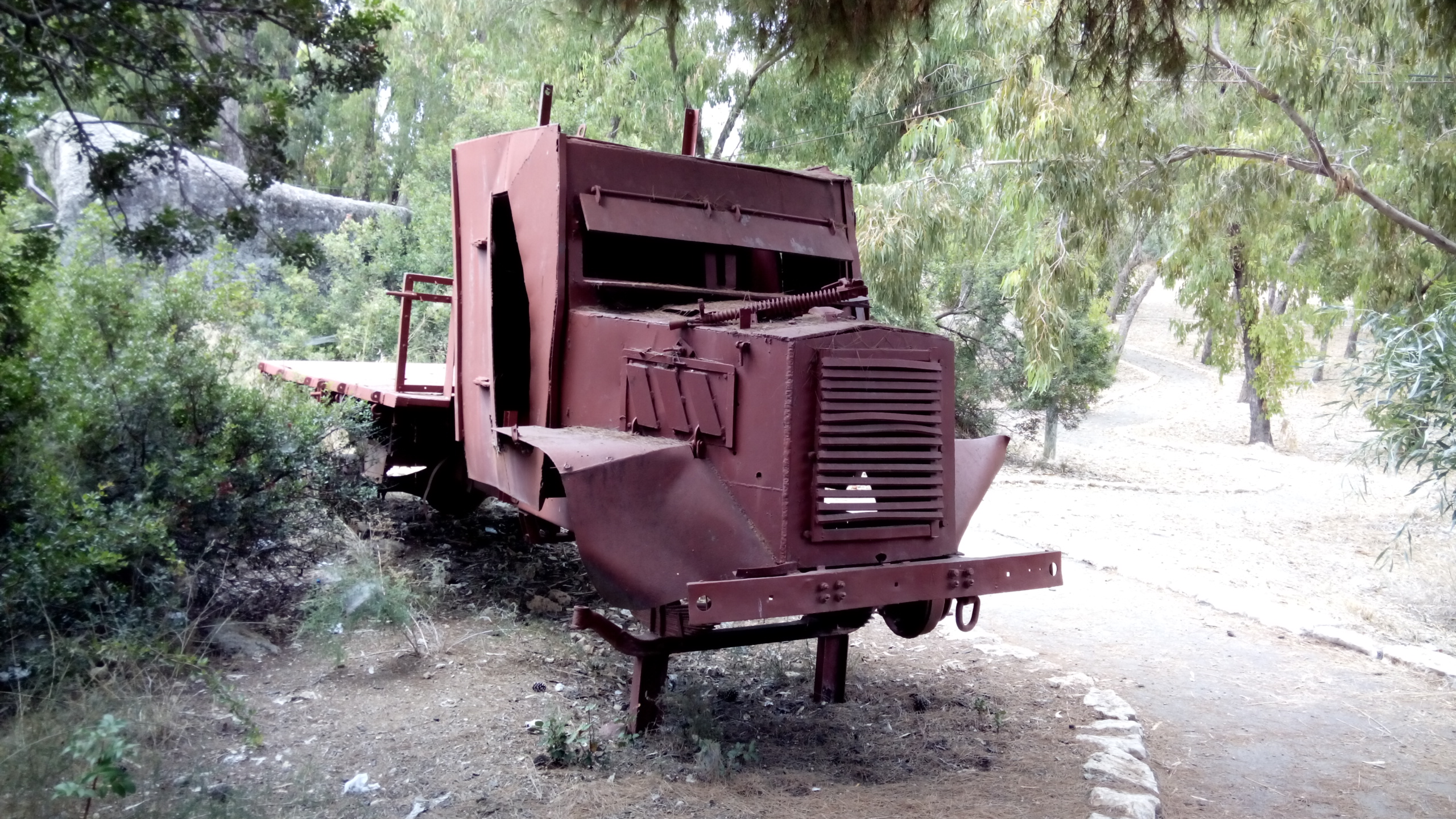
الموقع التذكاري للهجوم على القافلة
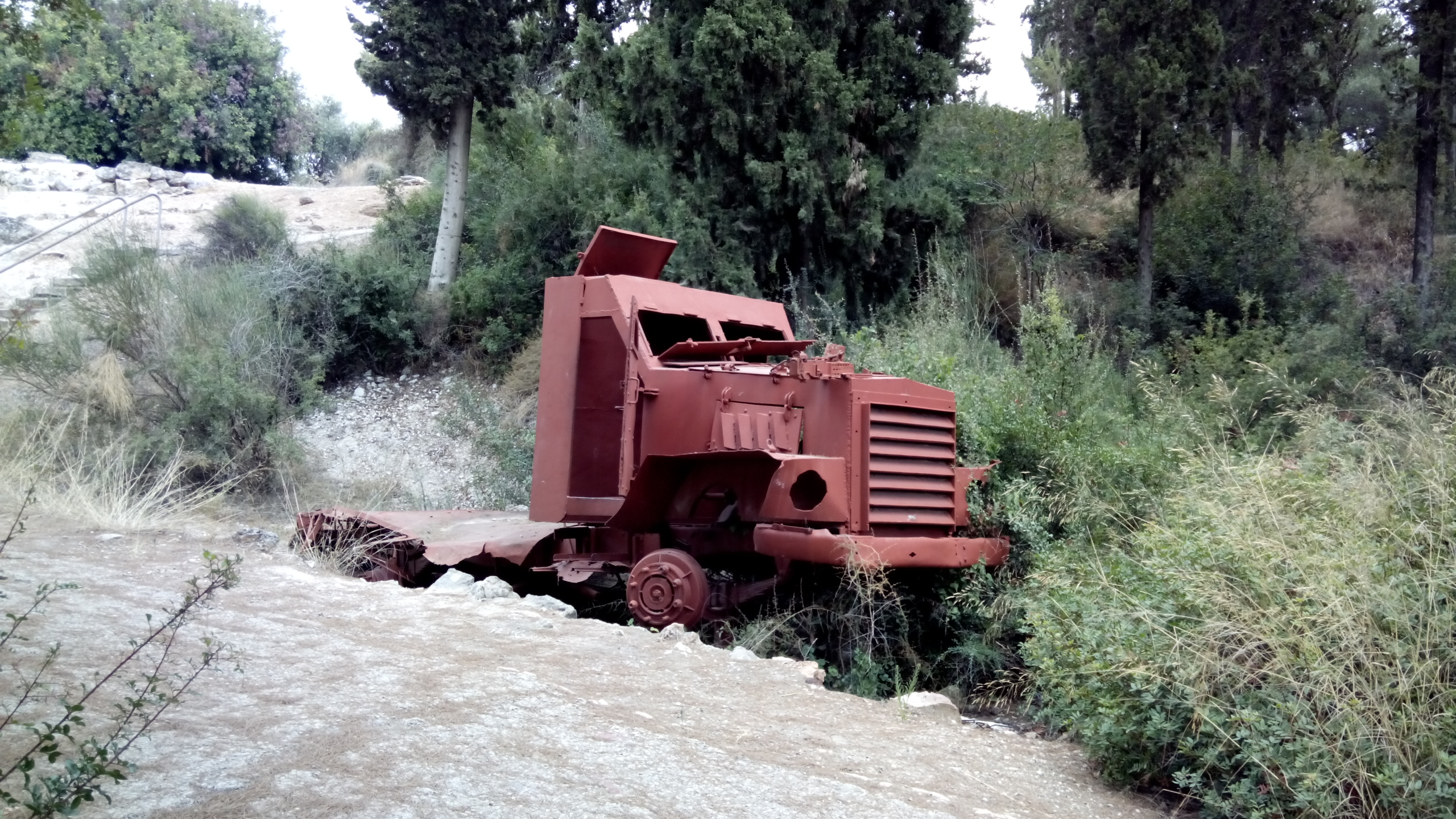
الموقع التذكاري للهجوم على القافلة

## روابط خارجية
- إرث المعركة في النكبة: قافلة الحنيطي وما بعدها (2)